# Plagiobothrys jonesii
Plagiobothrys jonesii là loài thực vật có hoa trong họ Mồ hôi. Loài này được A. Gray miêu tả khoa học đầu tiên năm 1886.